# بالتا (أوسيتيا الشمالية)
بالتا ( (بالأوسيتية: Бæлта) بيلتا، (بالجورجية: ბალთა) Ing، إنغوش ингуш. بالتا ) - قرية في جمهورية أوسيتيا الشمالية-ألانيا. وهي تابعة لمقاطعة زترشني في مدينة فلاديقوقاز، وهي جزء من منطقة مدينة فلاديكافكاز.

## جغرافية
تقع على الطريق السريع الجورجي العسكري، على الضفة اليسرى لنهر تيريك.

## تاريخ

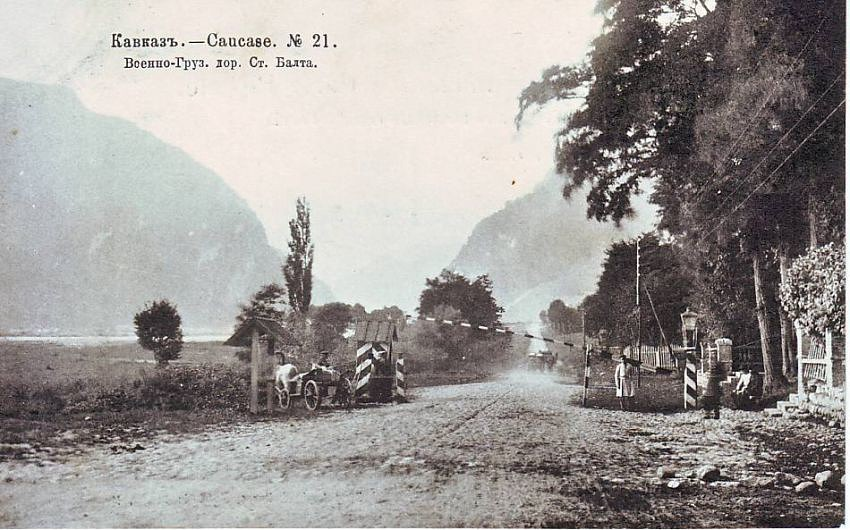
محطة بالتا

تأسست القرية في القرن التاسع عشر وكان يسكنها أصلاً الجورجيون والأوسيتيون. مع بداية إعادة بناء الطريق السريع العسكري الجورجي، أنشأت الإدارة الروسية في بالتا محطة تتبع (الأولى في طريقها من فلاديكافكاز) ومعقل عسكري. كان من المفترض أن يكون لدى فرقة المشاة عدد من الجنود وقذيفتي هاون لتهدئة السكان المحليين - تاجاورتس في حالة تمردهم. تم فرض رسوم الطرق هنا. في أواخر خمسينيات القرن التاسع عشر وأوائل الستينيات من القرن التاسع عشر، تم بناء منزل محطة مكون من طابقين خلف سور حجري عالٍ، مع بوفيه به عشاء ساخن، وثلاث غرف للمسافرين - غرفة مشتركة للرجال، والشيء نفسه للنساء والجنرالات.
تم إعطاء الاسم للقرية التي تقع بالقرب من أول.
في بداية القرن العشرين، بدأ الإنغوش من مضيق دزيراكسكي أيضًا في الانتقال إلى القرية.
حتى عام 1920، كانت القرية جزءًا من مقاطعة تريك. بعد إنشاء القوة السوفيتية في المنطقة، تم نقل القرية إلى منطقة إنغوش المتمتعة بالحكم الذاتي، ثم إلى منطقة الشيشان الإنغوشية (حتى عام 1944).
بعد ترحيل الإنغوشيين إلى كازاخستان، تم نقل القرية إلى مقاطعة بريجورودني في جمهورية شمال أوسيتيا الاشتراكية السوفيتية ذاتية الحكم.
بعد ذلك، تم فصل القرية عن منطقة بريغورودني وأدرجت مباشرة في الأراضي التابعة لمدينة أوردجونيكيدزه (الآن مدينة مدينة فلاديكافكاز).
منذ سنة 2000، بنى السكان القرية. بالتا هو مجتمع دولي يعيش فيه الجورجيون والإنغوش والأوسيتيون، وكذلك الروس والأرمن. تستضيف القرية كل عام في فصل الصيف مهرجانًا دينيًا وقومياً في مدينة لميسوبا (أصل الجبل الجورجي الشرقي) الذي يحتفل به أشخاص من جنسيات مختلفة.

## السكان
| 1926 | 2002  | 2010 |
| ---- | ----- | ---- |
| 387  | ↗1214 | ↘926 |

وفقا لتعداد عام 2010 لعموم روسيا.
| شعب        | عدد الأفراد | النسبة من مجموع السكان، ٪ |
| ---------- | ----------- | ------------------------- |
| الجورجيون  | 532         | 57,5٪                     |
| الإنغوشيون | 209         | 22,6٪                     |
| الأوسيتيون | 142         | 15,3٪                     |
| الروسية    | 26          | 2.8٪                      |
| الأرمن     | 16          | 1.7٪                      |
| آخرون      | 1           | 0.1٪                      |
| المجموع    | 926         | 100٪                      |

## نقل
تقع القرية على الطريق السريع A-301، على بعد 8 كيلومترات جنوب فلاديقوقاز. أقرب محطة سكة حديد هي فلاديكافكاز، وتقع على بعد 15 كم شمال القرية.

## السكان الأصليين الشهيرة
- يانديف دزامالين خمورزاييفيتش (1916-1979) - الشاعر الوطني لإنغوشيا.